# GSC8911-1262
GSC8911-1262 — хімічно пекулярна зоря спектрального класу A0, що має видиму зоряну величину в смузі V приблизно 10,9.

## Пекулярний хімічний склад
Зоряна атмосфера GSC8911-1262 має підвищений вміст 
Si
.